# Theodor Braun (Politiker)
August Theodor Braun (* 15. Juli 1802 in Hannover; † 7. Februar 1887 ebenda) war deutscher Politiker und Hochschulkurator, zur Zeit des Königreichs Hannover Minister für Kultur, Mitglied der 2. Kammer der Hannoverschen Ständeversammlung und Landdrost in Stade.

## Leben
Als Sohn eines Obersts war er früh zum väterlichen Beruf bestimmt und trat 1814 als Kadett in die hannoversche Artillerie ein. Im Folgejahr war er Schüler am Lyzeum in Hannover, wo er 1821 die Reifeprüfung ablegte.
1824 wurde er Auditor beim Amt Zeven und 1827 Assessor beim Amt Agathenburg. Ab 1831 stand er im Dienst des Kabinettsministeriums, wurde 1835 Geheimer Kanzleisekretär und 1847 Kabinettsrat zusammen mit Alexander von Münchhausen. 1839 wurde er erstmals ins hannoversche Kabinett berufen. Im März 1848 wurde er Kultusminister (vgl. Märzregierung), wobei er bis 1859 vielfach mit Hermann Lotze in Verbindung stand. 1849–1850 war er Kurator der Universität Göttingen. Er zeigte der Reaktionspolitik König Georgs V. gegenüber ein solches Unverständnis, dass er bald neben einigen anderen liberalen Ministern von der Hofgesellschaft ausgeschlossen wurde. 1850 wurde er mit dem gesamten Kabinett Stüve-Bennigsen entlassen.
Um 1862 war er Bürgervorsteher und neben Hermann Schläger eine der treibenden Kräfte im Bürger-Vorsteher-Collegium. Er wurde 1863 Mitglied der Zweiten hannoverschen Kammer und 1869 Mitglied der hannoverschen Landessynode. Da er jedoch auf der ersten Landessynode am wenigsten in Erscheinung getreten war, wollte man in Berlin sein Ausscheiden. Vom 13. März 1863 bis 3. April 1872 war er Landdrost (Regierungspräsident) in Stade.

## Ehrungen
- Eine 1865 bei Hinrich Oltmann, Rönnebeck, gebaute Bark (Bauliste Nr. 26) wurde nach Braun benannt.[10]
- 1889 wurde im hannoverschen Stadtteil Calenberger Neustadt eine Straße als Verbindung zwischen der Königsworther Straße und dem Goetheplatz angelegt und nach dem Landdrosten benannt.[1]